# Scinax cuspidatus
Scinax cuspidatus é uma espécie de anfíbio da família Hylidae. Endêmica do Brasil, onde pode ser encontrada nos estados de Alagoas, Bahia, Espírito Santo, Rio de Janeiro, Minas Gerais e São Paulo.